# المپیک زمستانی ۱۹۴۴
بازی‌های المپیک زمستانی ۱۹۴۴ (انگلیسی: 1944 Winter Olympics) دوره‌ای از بازی‌های المپیک زمستانی به‌شمار می‌رفت که قرار بود در کورتینا دامپتزو در کشور ایتالیا برگزار شود ولی به دلیل وقوع جنگ جهانی دوم این بازی‌ها برگزار نشد.
کورتینا دامپتزو در سال ۱۹۳۹ به عنوان میزبان بازی‌های المپیک زمستانی انتخاب شد ولی برگزاری این دوره از مسابقات به دلیل جنگ جهانی دوم لغو شد. کورتینا دامپتزو بعدها بازی‌های المپیک زمستانی ۱۹۵۶ را میزبانی کرد.